# Eulepidotis julianata
Eulepidotis julianata är en fjärilsart som beskrevs av Stoll 1787. Eulepidotis julianata ingår i släktet Eulepidotis och familjen nattflyn. Inga underarter finns listade i Catalogue of Life.

## Bildgalleri

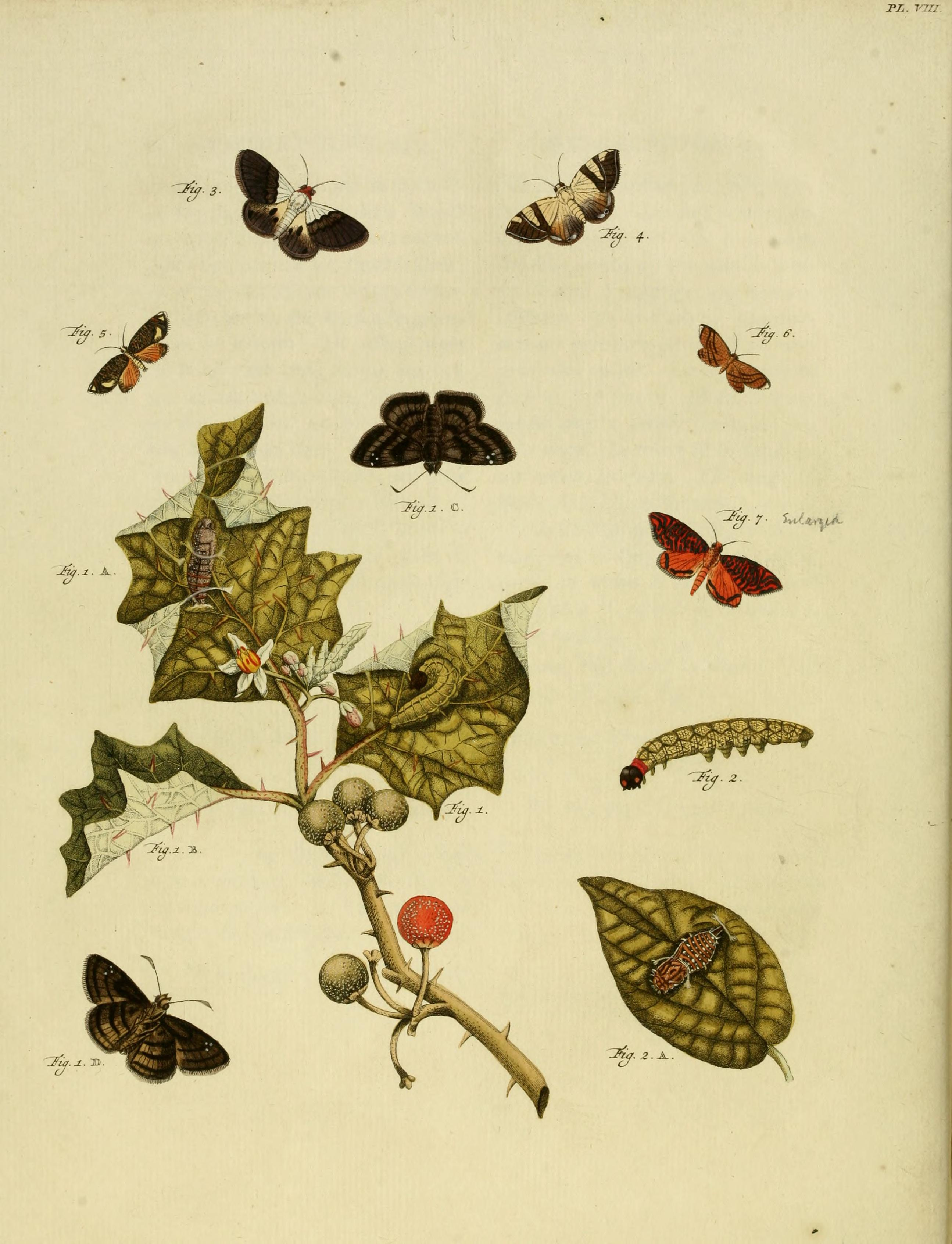